# Fulgora Dorsa
I Fulgora Dorsa sono una struttura geologica della superficie di Venere.